# سفارت ژاپن در مسکو
سفارت ژاپن در مسکو (به انگلیسی: Embassy of Japan, Moscow) مأموریت دیپلماتیک ارشد ژاپن در فدراسیون روسیه است. این سفارت در مسیر گروکولسکی ۲۷ (به روسی: Грохольский переулок, 27) در ناحیه کراسنوسلسکی مسکو واقع شده است.
سفیر این سفارت تویوهیسا کوزوکی است.